# Brucella melitensis
Brucella melitensis (лат.) — вид аэробных грамотрицательных бактерий из семейства Brucellaceae класса альфа-протобактерий. Наиболее частый и один из самых патогенных видов возбудителей бруцеллёза (волнообразной, или мальтийской лихорадки). Основной резервуарный хозяин этого вида — мелкий рогатый скот (овцы и козы). Человеку передаётся через не прошедшие пастеризацию молочные продукты (в особенности сыры), а также при прямом контакте с заражёнными животными.

## История и этимология
Бактерию-возбудителя волнообразной лихорадки человека и источник заражения впервые открыл в 1887 году на Мальте английский врач Дэвид Брюс, в честь которого впоследствии был назван род Brucella. Видовой эпитет melitensis означает «мальтийская» и связан с местом, где бактерии данного вида впервые были изолированы.
В 1985 году на основании полученных данных по степени гибридизации ДНК (свыше 90 %) было высказано предложение объединить все виды рода бруцелл под общим видовым названием Brucella melitensis (считать род монотипным), однако позже были выявлены устойчивые различия традиционных видов по первичной последовательности ДНК, поэтому от этой практики отказались.

## Морфология
Как и другие «типичные» виды рода бруцелл, Brucella melitensis — грамотрицательные бактерии, имеющие форму кокков, коккобацилл или коротких бацилл. Размеры клеток: 0,5—0,7 × 0,6—1,5 мкм. В зависимости от условий развиваются в виде одиночных клеток, пар клеток, коротких цепочек или небольших групп. В проходящем свете обладают бледно-медовой окраской. Клетки неподвижны, лишены истинной капсулы. Возможно образование покоящихся форм в виде мелких колоний.

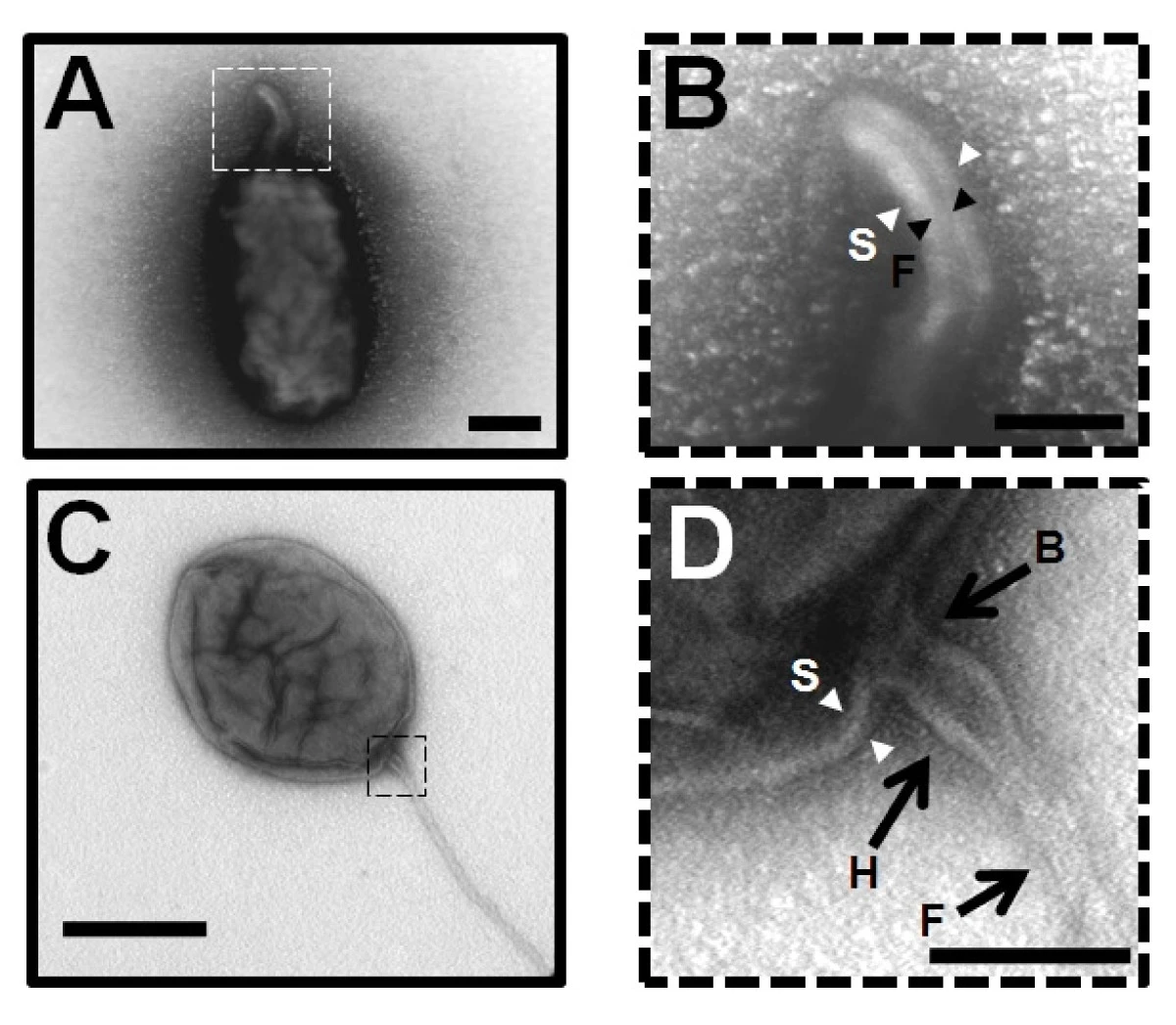
Строение жгутиковой формы Brucella melitensis

Долгое время считалось, что Brucella melitensis лишены жгутиков. В исследовании 2005 года жгутики были обнаружены. Установлено, что они формируются на непродолжительное время на раннем этапе развития колонии на богатых питательных средах. Ультраструктурные исследования выявили, что жгутик окружён чехлом из внешней (периплазматической) клеточной мембраной и даёт положительную реакцию на липополисахариды.

## Физиология
Аэробные, факультативно внутриклеточные бактерии. Хемоорганогетеротофы, в качестве терминального источника электронов используют кислород или нитрат (синтезируют нитратредуктазу), в составе дыхательной цепи присутствуют цитохромы.
В культуре, как и другие бруцеллы, требовательны к составу питательной среды. Растут в присутствии фуксина и тионина. Демонстрируют положительную каталазную и уреазную реакцию, оксидазная реакция вариабельна.

## Геном
Размер генома типового штамма — 3,29 Mb, содержание ГЦ-пар — 57,2 %. В естественных условиях плазмиды не выявлены ни прямо, ни косвенно (по возникновению устойчивых к антибиотикам штаммов), однако в культурах легко воспринимают плазмиды от широкого круга носителей.

## Патогенность и патогенез
Возбудитель бруцеллёза мелкого рогатого скота. Является патогенным возбудителем для человека.
Вызывает болезнь у человека — бруцеллёз. Источником опасных для человека бруцелл являются главным образом козы и овцы, выделяющие возбудителя с молоком, мочой, околоплодными водами, более того, переносчиком бруцеллёза является жигалка осенняя (Stomaxys calcitrans). Заражение человека происходит при непосредственном контакте с животными-носителями или при употреблении в пищу заражённых продуктов, — сырого молока, сыра, изготовленного из непастеризованного молока.

## Распространение

Эпидемиология бруцеллёза в Европе в первой половине 2006 года